# Осгоен
Осгое́н (фр. Hausgauen) — коммуна на северо-востоке Франции в регионе Гранд-Эст (бывший Эльзас — Шампань — Арденны — Лотарингия), департамент Верхний Рейн, округ Альткирш, кантон Альткирш.
Площадь коммуны — 5,79 км², население — 441 человек (2006) с тенденцией к стабилизации: 417 человек (2012), плотность населения — 72,0 чел/км².

## Население
Численность населения коммуны в 2011 году составляла 420 человек, а в 2012 году — 417 человек.
| 1962 | 1968 | 1975 | 1982 | 1990 | 1999 | 2005 | 2006 | 2010 | 2011 | 2012 |
| ---- | ---- | ---- | ---- | ---- | ---- | ---- | ---- | ---- | ---- | ---- |
| 263  | 269  | 285  | 326  | 351  | 381  | 441  | 441  | 424  | 420  | 417  |

Динамика населения:

## Экономика
В 2010 году из 284 человек трудоспособного возраста (от 15 до 64 лет) 207 были экономически активными, 77 — неактивными (показатель активности 72,9 %, в 1999 году — 66,7 %). Из 207 активных трудоспособных жителей работали 192 человека (106 мужчин и 86 женщин), 15 числились безработными (7 мужчин и 8 женщин). Среди 77 трудоспособных неактивных граждан 25 были учениками либо студентами, 26 — пенсионерами, а ещё 26 — были неактивны в силу других причин.
На протяжении 2011 года в коммуне числилось 158 облагаемых налогом домохозяйств, в которых проживало 414,5 человек. При этом медиана доходов составила 27083 евро на одного налогоплательщика.